# Påskeæg
Et påskeæg er normalt et hønseæg, hvor blommen og hviden er blevet pustet ud ved hjælp af to små huller prikket i enderne.
Ægget har rødder i både kristen, jødisk og hedensk tradition.
I andre lande, f.eks. Tyskland, er der tradition for at gemme æg i haven, hænge dem op i træer mv.
Til påske florerer også chokoladeæg, hule eller med fyld. Hvor chokoladeæg har domineret som en dansk påsketradition, har det i Tyskland været påskeharen, der stod i centrum, også som chokoladefigur, og den har nu vundet indpas hos os, ikke mindst gennem varesortimentet i supermarkeder med tysk baggrund i Danmark.
Udover hønse- og chokoladeæg findes der også påskeæg i andre materialer, spiselige i fx marcipan og dekorative i fx papmache.
Et påskeæg kan også være et udtryk for et sjovt, skjult budskab i for eksempel musik, software og film.